# Campeonato Argentino de Rugby 1961
El Campeonato Argentino de Rugby de 1961 fue la décimo-séptima edición del torneo de uniones regionales organizado por la Unión Argentina de Rugby. Se llevó a cabo entre el 17 de junio y el 30 de septiembre de 1961.
Debido a los hechos ocurridos durante las semifinales del Campeonato Argentino de Rugby 1960, la Unión de Rugby del Norte fue sancionada y se le prohibió actuar como local en esta edición. Además, la Unión de Rugby del Río Paraná no participó del torneo debido a que su afiliación a la UAR fue suspendida en diciembre de 1960.
En la primera final disputada sin participación de un seleccionado de la Unión Argentina de Rugby, la Unión de Rugby de Mar del Plata venció a la Unión de Rugby de Rosario 16-6, convirtiéndose así en el primer equipo del interior en quedarse con el título.

## Equipos participantes
Participaron de esta edición doce equipos: once uniones provinciales y la Unión Argentina de Rugby, representada por el seleccionado de Buenos Aires. 
| Equipo         | Unión                                                |
| -------------- | ---------------------------------------------------- |
| Alto Valle     | Unión de Rugby del Alto Valle de Río Negro y Neuquén |
| Buenos Aires   | Unión Argentina de Rugby                             |
| Córdoba        | Unión Cordobesa de Rugby                             |
| Cuyo           | Unión de Rugby de Cuyo                               |
| Mar del Plata  | Unión de Rugby de Mar del Plata                      |
| Norte          | Unión de Rugby del Norte                             |
| Río Cuarto     | Unión Riocuartense de Rugby                          |
| Rosario        | Unión de Rugby de Rosario                            |
| San Juan       | Unión Sanjuanina de Rugby                            |
| Santa Fe       | Unión Santafesina de Rugby                           |
| Sur            | Unión de Rugby del Sur                               |
| Valle de Lerma | Unión de Rugby del Valle de Lerma                    |

La Unión Riocuartense de Rugby comunico su decisión de no intervenir en el certamen, razón por la cual la Zona D fue compuesta solamente por dos equipos.

## Formato
Varios cambios se produjeron en esta edición de acuerdo al proyecto presentado por la Subcomisión de Asuntos del Interior, con base en las iniciativas formuladas por las denominadas Uniones del Interior:
- La Unión Argentina de Rugby por primera vez pasó a ser representada por un solo equipo, unificando las selecciones de Capital y Provincia (ganadoras de todos los torneos hasta aquel entonces) en un solo equipo denominado Buenos Aires.[7]

- La ronda preliminar paso a disputarse con el sistema de todos contra todos con grupos definidos por zonas geográficas, a excepción del equipo de Buenos Aires, el cual rotaría zonas anualmente.[5]

- La localía de los encuentros pasarían a ser definidas por sorteo a través de la Subcomisión de Asuntos del Interior, la cual también estuvo a cargo de proponer árbitros del interior para dirigir dichos partidos.[8]

## Primera fase

### Zona A
| Pos. | Equipos      | Partidos | Partidos | Partidos | Tantos | Tantos | Tantos |
| Pos. | Equipos      | G        | E        | P        | PF     | PC     | DP     |
| ---- | ------------ | -------- | -------- | -------- | ------ | ------ | ------ |
| 1.°  | Rosario      | 2        | 0        | 0        | 28     | 15     | +13    |
| 2.°  | Buenos Aires | 1        | 0        | 1        | 3      | 11     | -8     |
| 3.°  | Santa Fe     | 0        | 0        | 2        | 12     | 17     | -5     |

| 20 de junio | Rosario | 17 - 12 | Santa Fe |                              |                              |
|             |         | Reporte |          | Árbitro(s): Federico Pfister | Árbitro(s): Federico Pfister |

| 18 de agosto | Buenos Aires | 3 - 11  | Rosario | CASI, San Isidro         |                          |
|              |              | Reporte |         | Árbitro(s): James Taylor | Árbitro(s): James Taylor |

| 17 de septiembre | Santa Fe | w.o.    | Buenos Aires |  |  |
| |          | Reporte |              |  |  |
| La Unión Santafesina de Rugby informó no poder formar equipo para enfrentar a Buenos Aires y se les dio el partido por perdido como resultado. |          |         |              |  |  |

### Zona B
| Pos. | Equipos       | Partidos | Partidos | Partidos | Tantos | Tantos | Tantos |
| Pos. | Equipos       | G        | E        | P        | PF     | PC     | DP     |
| ---- | ------------- | -------- | -------- | -------- | ------ | ------ | ------ |
| 1.°  | Mar del Plata | 2        | 0        | 0        | 44     | 12     | +32    |
| 2.°  | Sur           | 1        | 0        | 1        | 20     | 22     | -2     |
| 3.°  | Alto Valle    | 0        | 0        | 2        | 6      | 36     | -30    |

| 17 de junio | Alto Valle | 6 - 22  | Mar del Plata |                               |                               |
|             |            | Reporte |               | Árbitro(s): Juan C. Di Franco | Árbitro(s): Juan C. Di Franco |

| 17 de agosto | Sur | 14 - 0  | Alto Valle | Bahia Blanca,                |                              |
|              |     | Reporte |            | Árbitro(s): Benjamín Kaffman | Árbitro(s): Benjamín Kaffman |

| 17 de septiembre | Mar del Plata | 22 - 6  | Sur | Mar del Plata,           |                          |
|                  |               | Reporte |     | Árbitro(s): Eduardo Niño | Árbitro(s): Eduardo Niño |

### Zona C
| Pos. | Equipos        | Partidos | Partidos | Partidos | Tantos | Tantos | Tantos |
| Pos. | Equipos        | G        | E        | P        | PF     | PC     | DP     |
| ---- | -------------- | -------- | -------- | -------- | ------ | ------ | ------ |
| 1.°  | Norte          | 2        | 0        | 0        | 14     | 0      | +14    |
| 2.°  | Córdoba        | 1        | 0        | 1        | 33     | 9      | +24    |
| 3.°  | Valle de Lerma | 0        | 0        | 2        | 6      | 44     | -38    |

| 18 de junio | Córdoba | 33 - 6  | Valle de Lerma |                             |                             |
|             |         | Reporte |                | Árbitro(s): Horacio Laffaye | Árbitro(s): Horacio Laffaye |

| 3 de septiembre | Córdoba | 0 - 3   | Norte | Córdoba,                       |                                |
|                 |         | Reporte |       | Árbitro(s): James A. S. Taylor | Árbitro(s): James A. S. Taylor |

| 10 de septiembre | Valle de Lerma | 0 - 11  | Norte | Salta,                        |                               |
|                  |                | Reporte |       | Árbitro(s): Eduardo A. Fornés | Árbitro(s): Eduardo A. Fornés |

### Zona D
| Pos. | Equipos    | Partidos | Partidos | Partidos | Tantos | Tantos | Tantos |
| Pos. | Equipos    | G        | E        | P        | PF     | PC     | DP     |
| ---- | ---------- | -------- | -------- | -------- | ------ | ------ | ------ |
| 1.°  | San Juan   | 1        | 0        | 0        | 9      | 6      | +3     |
| 2.°  | Cuyo       | 0        | 0        | 1        | 6      | 9      | -3     |
| 3.°  | Río Cuarto | -        | -        | -        | -      | -      | -      |

| 18 de septiembre | San Juan | 9 - 6   | Cuyo | San Juan,                   |                             |
|                  |          | Reporte |      | Árbitro(s): Horacio Laffaye | Árbitro(s): Horacio Laffaye |

## Segunda fase
|  | Semifinales      | Semifinales      | Semifinales      |         |               | Final            | Final            | Final            |  |
|  | 24 de septiembre | 24 de septiembre | 24 de septiembre |         |               | 30 de septiembre | 30 de septiembre | 30 de septiembre |  |
|  |                  |                  |                  |         |               |                  |                  |                  |  |
|  |                  |                  |                  |         |               |                  |                  |                  |  |
|  | Mar del Plata    | Mar del Plata    | 14               |         |               |                  |                  |                  |  |
|  | Mar del Plata    | Mar del Plata    | 14               |         |               |                  |                  |                  |  |
|  | San Juan         | San Juan         | 11               |         |               |                  |                  |                  |  |
|  | San Juan         | San Juan         | 11               |         | Mar del Plata | Mar del Plata    | 16               |                  |  |
|  |                  |                  |                  |         | Mar del Plata | Mar del Plata    | 16               |                  |  |
|  |                  |                  | Rosario          | Rosario | 6             |                  |                  |                  |  |
|  | Rosario          | Rosario          | Rosario          | Rosario | 6             | 9                |                  |                  |  |
|  | Rosario          | Rosario          |                  |         |               | 9                |                  |                  |  |
|  | Norte            | Norte            | 3                |         |               |                  |                  |                  |  |
|  | Norte            | Norte            | 3                |         |               |                  |                  |                  |  |
|  |                  |                  |                  |         |               |                  |                  |                  |  |

### Semifinales
| 24 de septiembre | Mar del Plata | 14 - 11 (t.e.) | San Juan | Parque Camet, Mar del Plata                                |                                                            |
|                  |               | Reporte        |          | Asistencia: 2000 espectadores Árbitro(s): Carlos Seminario | Asistencia: 2000 espectadores Árbitro(s): Carlos Seminario |

| 24 de septiembre | Rosario | 9 - 3   | Norte | Rosario,                     |                              |
|                  |         | Reporte |       | Árbitro(s): Alberto Camardón | Árbitro(s): Alberto Camardón |

### Final
| 30 de septiembre | Mar del Plata                                                                                     | 16 - 6  | Rosario                                | CASI, San Isidro         |                          |
|                  | Tries: E. Ferrari L. Prieto R. Larosa Conversiones: R. Boublath H. Tiribelli Penales: R. Boublath | Reporte | Penales: J. Caballero Drops: J. Orengo | Árbitro(s): Eduardo Niño | Árbitro(s): Eduardo Niño |

|                       |
| Mar del Plata Campeón |
| Primer título         |